# Tana Mera
Tana Mera is een bestuurslaag in het regentschap Sampang van de provincie Oost-Java, Indonesië. Tana Mera telt 1587 inwoners (volkstelling 2010).